# アブー・サイード
アブー・サイード（ペルシア語：ابو سعید Abū Sa`īd、1304年6月2日 - 1335年11月30日）は、イルハン朝の第9代君主（在位：1317年 - 1335年）。父は第8代君主のオルジェイトゥ。名はアル・スルターヌル・アーディルともいわれ、「正しいスルタン」を意味する。ペルシア語史料ではアブー・サイード・バハードゥル・ハーン（ابو سعيد بهادر خان Abū Sa`īd Bahādur Khān）と表記される。漢語史料では不賽因と表記される。

## 生涯

### 生まれ
1304年6月2日、ベルクイの地でオルジェイトゥとハーッジー・ハトゥンとの子として生まれる。一週間後、将軍のアミール・セヴィンジとその妻オグル・カンディのもとで育てられることとなる。
1309年、5歳になるとオルジェイトゥ・ハンから馬に乗るよう命じられたため、アミール・セヴィンジは乗馬の儀式を執り行った。

### ホラーサーン総督として
1313年、9歳の時、父オルジェイトゥ・ハンよりホラーサーンの統治を任された。オルジェイトゥはアタベクとして将軍のアミール・セヴィンジとアミール・アルグを、ワズィールとしてホージャ・ラシードの子アブドゥッラティーフをつけてやった。2人の大ワズィールはアブーサイードに金銭、宝石、布帛、太鼓、ティンバル、サンジャク（纛）兵甲、アラブ馬、宝飾の馬具を供給した。
1315年、チャガタイ・ウルスのエセン・ブカ・ハンと揉めたその部下ヤサヴルが投降を申し出てきた。アブー・サイードはこのことを父ハンに報告すると、翌年（1316年）、オルジェイトゥ・ハンが派遣したクルミシュ、トガイ・クルカーンの援軍とともエセン・ブカの軍隊を駆逐し、トランスオクシアナをも掠奪して莫大な戦利品と捕虜を獲得した。
1316年の末にオルジェイトゥ・ハンは痛風に見舞われたが、厳しい食餌療法のおかげで回復した。しかし、不消化の肉を食べたせいで病状が悪化、さらに頑固な医師が処方した強壮剤を多量に服用したためオルジェイトゥ・ハンは12月に薨去した。享年36歳であった。

### 即位
首都のアミールやワズィールたちはマーザンダラーンにいるアブー・サイードにオルジェイトゥ薨去の知らせと新ハン即位のため、使者を派遣したが、アブー・サイードの側近であるアミール・セヴィンジに権力が集中することを恐れた。そのため、首都のアミールやワズィールたちはスルドス部出身の将軍チョバンにアミール・アル＝オメラー（大元帥）の称号を与えて権力の均衡を保とうとした。アブー・サイードを奉じて首都にやってきたアミール・セヴィンジはチョバンのアミール・アル＝オメラーの着任を承認した。
1317年4月、モンゴルの諸王侯、ハトゥンおよびイルハン朝の貴族たちは首都スルターニーヤにおいてクリルタイを開催し、アブー・サイードを第9代のイルハンに推戴し、アラー・ウッドニヤ・ヴァッディーン・アブー・サイード・スルターンの称号を与えた。アブー・サイードは12歳であったため、オルジェイトゥの遺言に従ってアミール・チョバンをスルターン代理官に指名し、二人のワズィールの地位を追認、ルームの長官をチョバンの子ティムール・タシュに、ディヤール・バクルの長官をアミール・イリンジンに、アルメニアの長官をスナタイに、ホラーサーンの長官をアミール・エセン・クトルグに任命した。

### ラシードゥッディーンを罷免し、処刑する
2人のワズィールであるラシードゥッディーンとアリー・シャーは常に対立していた。アリー・シャーはラシードが大元帥チョバンの信頼が厚いことに不安になり、ありとあらゆる手段を使ってラシードを陥れようとした。この二人の争いはディーワーン（財務省）の役人にも迷惑であったため、3人の主要な役人はアリー・シャーの汚職を立証できるから告発するようラシードに促したが、ラシードが応じなかったため、逆にアリー・シャーにラシードを陥れることを提案した。そこでアリー・シャーはアブー・バクル・アカらと結託して讒言し、10月にラシードを罷免することに成功した。アミール・セヴィンジはラシードの罷免に反対していたが、1318年1月に病没した。
1318年春、大元帥チョバンがラシードを復職させようとしたところ、それに不安になったアリー・シャーとディーワーンの役人たちは故オルジェイトゥ・ハンがラシード父子によって毒殺されたという嘘の告発をした。これによってラシードッディーンとその子スルターン・イブラーヒームは7月に処刑された。ラシードの邸宅は略奪を受け、その諸子の財産は没収され、ラシードの首は数日間タブリースの市中を引き回された。

### ヤサヴルの反乱
1318年、イルハン朝に帰順していたヤサヴルが反乱を起こし、マーザンダラーンに進軍した。同時にジョチ・ウルスのウズベク・ハンがデルベンドに進軍、マムルーク朝がディヤール・バクルに侵攻してきた。これに対し、アミール・イリンジンにマムルーク朝を、アミール・フセインにヤサヴルに対応させ、アブー・バクル・ハン自身はウズベク・ハンの対応にあたった。大元帥チョバンはアミール・フセインの援軍へ向かい、将軍タラムタズをアブー・サイード・ハンの援軍に向かわせた。しかし、タラムタズは敵前逃亡したため、チョバンはホラーサーンから引き返して数千しか手勢がいなくなったアブー・サイード・ハンの救援に向かい、ジョチ・ウルス軍を敗走させた。チョバンは敵前逃亡した将校たちに厳罰を処した。

### チョバン暗殺計画
1319年、チョバンに厳罰に処された将校のうち、クルミシ、ガザン、ブカ・イルドチらはチョバンを激しく非難した。その後チョバンがグルジアの夏営地へ出発したのを見計らって、クルミシらはチョバンを追跡し、チョバンを強襲した。チョバンはその子フサインと2人で逃げ出し、ナフチワーンのマリク・ズイアー・ウル・ムルクに援助を乞うたが断られた。ワズィールのアリー・シャーはこのことを知るとすぐに出発し、マランドでチョバンを救出した。クルミシはアミール・イリンジンをも抱き込み、チョバンがスルターニーヤに着くよりも先にチョバンが反乱が起こしたとアブー・サイードに嘘の報告した。チョバンとアリー・シャーが戻るなり、すぐにそれが嘘であることをアブー・サイードに伝えると、反乱者に対して軍を起こした。この戦いでアミール・イリンジン、トクマク、エセン・ブカは捕縛されて火あぶりにされ、逃げたクルミシ、ブカ・イルドチらも捕らえられ処刑された。この戦いでアブー・サイードは偉大なる勇気を発揮したので、バハードゥル・ハンという称号が付け加えられ、公文書などではアブー・サイード・バハードゥル・ハンと記載された。9月、チョバンがアブー・サイードの妹サティ・ベクを娶ることを懇願したため、アブー・サイードはそれを許可した。

### ヤサヴルの死
1320年、チャガタイ・ウルスのケベク・ハンはホラーサーン長官アミール・フセイン、ヘラート王、スィースターン王と協力して反乱者ヤサヴルを殺害することに成功した。

### 禁酒令
1318年からディヤール・バクル、メソポタミア、クルドゥスターン、イラーク・アラビーの諸州で蝗害と飢饉が起き、1319年まで続いた。翌年にはスルターニーヤ付近で大きな雹が降り、大量の家畜に被害があった。続いて洪水も起きて被害が相次いだ。これについてアブー・サイードは法学博士らに原因を尋ねたところ、圧政と暴政、イスラム寺院、学院、僧院の近くにある酒店と不品行な場所の存在であるとされた。そのためアブー・サイードは国内に禁酒令をだすとともに、穀物税を廃止した。

### マムルーク朝との講和
マムルーク朝のスルターン・ナースィル・ムハンマドはイルハン朝に亡命したアミール・カラ・ソンクルを暗殺するため、イスマーイール派の暗殺者30人をタブリーズに送り込んだ。カラ・ソンクルは事前に察知してこれらを殺害したが、アブー・サイード、チョバン、アリー・シャーらはターゲットがカラ・ソンクルのみではなく、自分らの可能性もあると思い、恐怖におそわれた。そこでチョバンはマムルーク朝と平和条約を締結をすることを提案し、カイロに使節を送った。スルターン・ナースィル・ムハンマドはこれに承諾し、イルハン朝に暗殺者を送り込まないこと、亡命者に対して抗議しないこと、アブー・サイードも同じことを約束し、両国の交通の自由を約束した。マムルーク朝側もイルハン朝に倣い、禁酒令を敷いた。

### ティムール・タシュの反乱
1322年、チョバンの子でルームの長官を任されていたティムール・タシュが反旗を翻し、自らをハン、マフディーと名乗り、マムルーク朝に応援を要請した。チョバンは仰天し、このことをアブー・サイードに報告すると、自ら息子を討伐することを願い出た。チョバンがルームに到着すると、ティムール・タシュの配下は彼を捕縛し、チョバンに引き渡した。チョバンは息子をアブー・サイードのもとへ連行すると、アブー・サイードは父チョバンの功績に免じて彼を赦し、しばらくして後、ティムール・タシュを復職させた。

### ワズィール・アリー・シャーの死
1324年、ワズィールのアリー・シャーが亡くなったため、アブー・サイード・ハンはその2子にワズィール職を与えたが、互いに反目したため罷免し、ルクン・ウッディーン・サーインを次のワズィールに任命した。

### チョバンへの不信
1325年、チョバンはデルベンド関を越えて進軍し、テレク河畔までを掠奪し、多数の捕虜と戦利品を獲得した。
21歳になったアブー・サイードはチョバンの娘でシャイフ・ハサンの妻であるバグダードに横恋慕してしまう。チョバンにこのことを率直に伝えたが、チョバンははぐらかした。一方でワズィールのルクン・ウッディーン・サーインはチョバン派の権力をねたんでいたため、アブー・サイードに讒言していた。アブー・サイードは次第にこれに心を動かされていく。
1326年、チャガタイ・ウルスのタルマシリン・ハンが侵入すると聞いたアブー・サイードはルクン・ウッディーン・サーインを伴ってホラーサーンへ出兵した。その間、チョバンの子ディマシク・ホージャが政務を代行したが、個人の財産を強奪し、専制的に処刑し、婦女子を凌辱した。アブー・サイードは戻るとこのことを知ったが、チョバンの子を処罰する権限はなかった。
1327年、ディマシク・ホージャがオルジェイトゥの宮嬪コトクタイと私通したことにより、アブー・サイードは彼を殺すよう命じ、殺害した。続いてチョバンが挙兵する前にチョバン一味を殺すよう、諸将に命令した。ホラーサーンにいたチョバンはこの知らせをうけ、たまたま一緒だったルクン・ウッディーン・サーインを殺し、7万人の軍隊を率いてイラークへ進軍した。両軍がにらみ合うと、互いに交渉したが、うまくいかなかった。次第にチョバン勢力から逃亡者があらわれ、チョバン自身も妻子を伴って逃げ出した。途中、サティ・ベクがチョバンを離れアブー・サイードのもとへ帰り、チョバンの随行者は17人となった。そこでチョバンはヘラート王のマリク・ギヤースッディーンのもとに隠れたが、アブー・サイードの命令をうけてマリク・ギヤースッディーンはチョバンを捕縛し、処刑した。チョバンが殺されると、すぐにアブー・サイードはバグダード・ハトゥンを娶った。

### ナリン・トガイの反乱
1328年、ホラーサーンの司令官であるナリン・トガイはヘラート王ギヤースッディーンと仲たがいをし、ヘラート公国をも自分の管轄に入れようとした。このことをギヤースッディーンはアブー・サイードに訴えると、アブー・サイードは母方の叔父であるアリー・パーディシャーを新たな長官としてホラーサーンに派遣した。するとナリン・トガイはアブー・サイードのいうことは誤りだと説明し、アリー・パーディシャーは引き返そうとした。アブー・サイードは何度かホラーサーンへ向かうよう命じたが、アリー・パーディシャーは応じようとしなかった。そのため、アブー・サイードは代わりにタシュ・ティムールをホラーサーンへ派遣した。タシュ・ティムールはナリン・トガイと会うと、宮廷に不満があったため、ワズィールのギヤースッディーン・ムハンマドを殺す計画を立てた。ナリン・トガイらはスルターニーヤへ進軍し、途中、アリー・パーディシャーも合流した。ナリン・トガイはワズィールに会ったが、暗殺は失敗し、アブー・サイードによって逮捕令が出された。ナリン・トガイは何とか逃げだし、ライ付近の山中に隠れたが、そこでウイグル人将校に捕らえられて逮捕された。
1329年10月、ナリン・トガイとタシュ・ティムールは処刑された。アリー・パーディシャーはハーッジー・ハトゥンの弟ということで免職されるにとどまった。ホラーサーンの新たな長官にアミール・シャイフ・アリーが任命された。

### ヘラート王の廃立
同じ月にヘラート王ギヤースッディーンが亡くなったため、その長男シャムスッディーンが王位をついた。しかし、翌年（1330年）に亡くなったため、ヘラートの大臣と将軍らはその弟ハーフィズを王位につけた。
1332年、ヘラートの大臣と将軍たちはハーフィズを暗殺し、さらに幼いムイッズッディーン・フセインを王位につけた。アブー・サイードはこの王位継承を承認した。

### シャイフ・ハサンの失脚
アミール・シャイフ・ハサンは前妻のバグダード・ハトゥンと密通し、アブー・サイードの暗殺を企てたと告発された。アブー・サイードは彼を逮捕し、死刑を宣告したが、彼の叔母の懇願を受けて助命した。これによってアブー・サイードからバグダード・ハトゥンへの情愛は薄れたが、のちにこの告発が嘘だったことがわかるとふたたび情愛が復活した。以降、バグダード・ハトゥンはイルハン朝で大きな影響力を発揮し、ワズィールのギヤースッディーンとともに国家の大権を二分した。
1333年、アブー・サイードは亡くなったダウラト・シャーの後任としてアミール・シャイフ・ハサンをルームの長官に任命した。同じ年、アブー・サイードはディマシク・ホージャの娘ディルシャード・ハトゥンを娶った。

### アブー・サイードの薨去
1334年8月、ジョチ・ウルスのウズベク・ハンがデルベンドから侵攻の準備しているという知らせがあったため、アブー・サイードはこれを防衛しようとしたが、病気にかかり、それがもとで翌年（1335年）11月30日にアッラーン州のカラバグで薨去した。アブー・サイードには子がいなかったため、ワズィールのギヤースッディーンらはアリクブケの後裔であるアルパ・ケウンを推戴し、第10代イルハンに即位させた。アブー・サイードの柩は彼が生前に建てさせたスルターニーヤの廟墓に埋葬された。

## 人物
- イブン・バットゥータは『三大陸周遊記』で、芸術を愛する、リュートの演奏に優れた人物と評している。
- サイードの死に関して、『三大陸周遊記』では父と一族を殺戮したサイードに恨みを抱いたバグダード・ハトゥンの毒殺説が紹介されている。[注釈 1]
- 「堂々たる風貌の君主、勇敢で才能豊か、寛大で機知に富んでいる」とマムルーク朝後期の歴史家のイブン・タグリービルディーは評しているが、彼はマムルーク朝の史家であり、サイードの時代に両国は友好関係にあったため、贔屓目で見られている可能性もある。

## 宗室

### 父母
- 父 オルジェイトゥ
- 母 ハーッジー・ハトゥン[注釈 2]

### 后妃
- オルジェイ・クトルグ - ガザン・ハンの娘
- バグダード・ハトゥン - チョバンの娘、ジャライル朝君主タージュ・ウッディーン・ハサン・ブズルグの妻であった。
- アーディル＝シャー・ハトゥン - チャガン・タタル部族出身のエセン・クトルグの息子トケルの娘
- ディルシャード・ハトゥン [注釈 3] - バグダード・ハトゥンの姪にあたり、後にタージュ・ウッディーン・ハサン・ブズルグの妃となる。
- フルクダク・ハトゥン[注釈 4] - チョバンの親族ダウラト＝シャーの娘
- マリカ・ハトゥン[注釈 5] - オイラト部族長家の親族テンギズ・キュレゲンの息子スラミシュの息子トカの娘。アブー・サイードの生母ハーッジー・ハトゥンとは従姉妹にあたる。

### 子
- 男子　なし
- 女子　名前不詳（ディルシャード・ハトゥンとの娘）[注釈 6]